# Rhombodera thorectes
Rhombodera thorectes är en bönsyrseart som beskrevs av Rehn 1949. Rhombodera thorectes ingår i släktet Rhombodera och familjen Mantidae. Inga underarter finns listade i Catalogue of Life.